# Фьер (подгруппа языков)
Фьер (англ. fyer) — одна из двух языковых подгрупп в составе группы рон западночадской ветви чадской семьи. Основная территория распространения — штат Плато в центральной Нигерии. В подгруппу включают языки тамбас и собственно фьер. Языки бесписьменные.
Численность носителей языков фьер составляет около 29,1 тыс. человек. В рамках группы рон языки фьер противопоставлены языкам подгруппы собственно рон.
Область распространения языков фьер представляет собой два островных ареала, расположенных обособленно к востоку от основного ареала языков рон на территории северной части штата Плато в районах Мангу и Панкшин. Область распространения языка фьер размещена севернее ареала языка тамбас, с северо-запада она граничит с ареалом бенуэ-конголезского языка фьям, с северо-востока — с ареалом бенуэ-конголезского языка кванка, с юга — с ареалом западночадского языка ангас. Область распространения языка тамбас представляет собой островной ареал, окружённый со всех сторон территорией, которую населяют носители языка ангас. Ареал языка тамбас расположен к югу от ареала языка фьер и разделён с ним частью ареала языка ангас.
Подгруппа фьер в группе языков рон выделяется в классификации чадских языков, опубликованной в справочнике языков мира Ethnologue.